# Corredor de ônibus

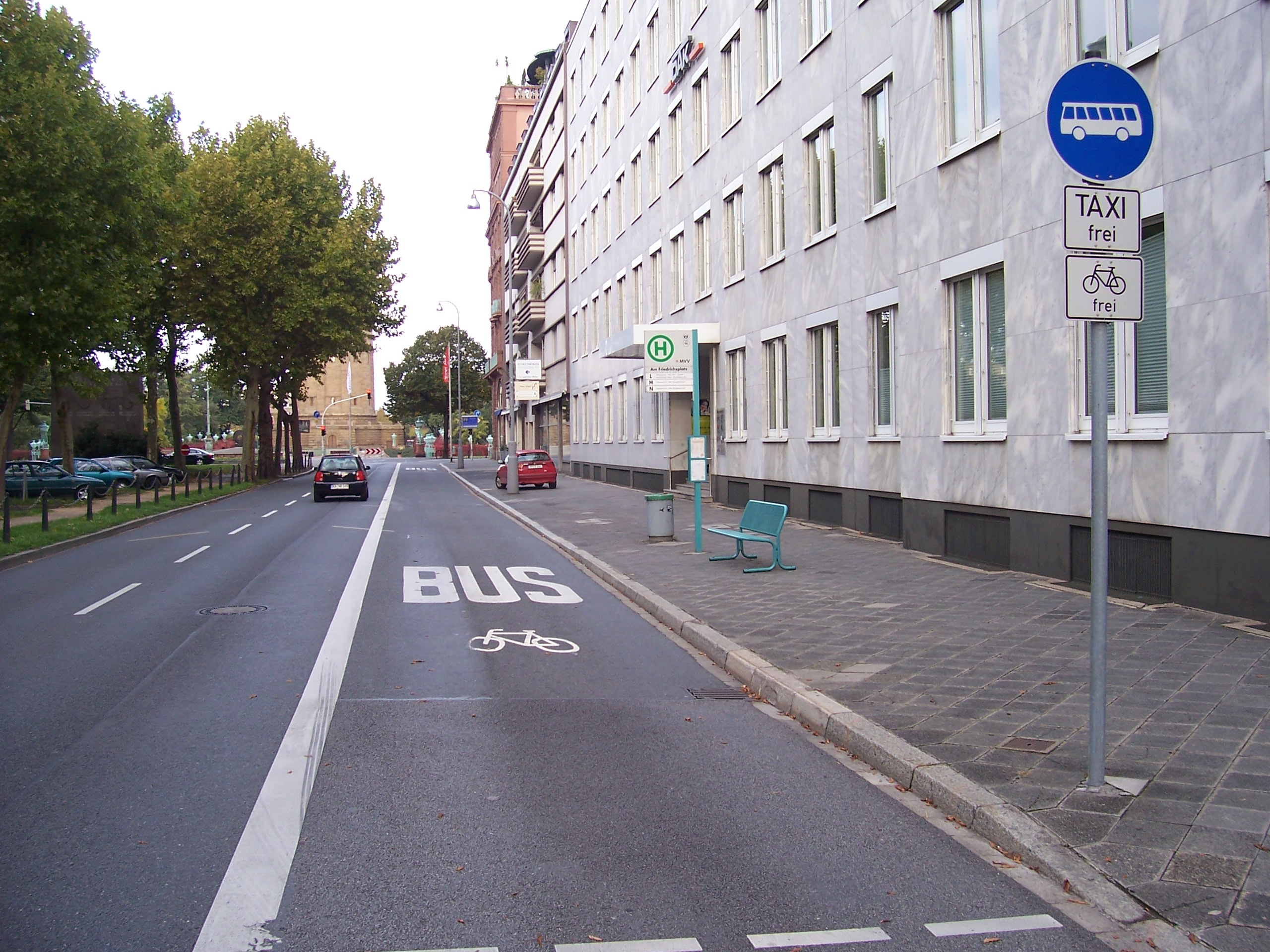
Na cidade de Mannheim na Alemanha.

Select Bus Service na Avenida Nostrand em Brooklyn, Nova Iorque, E.U.A..

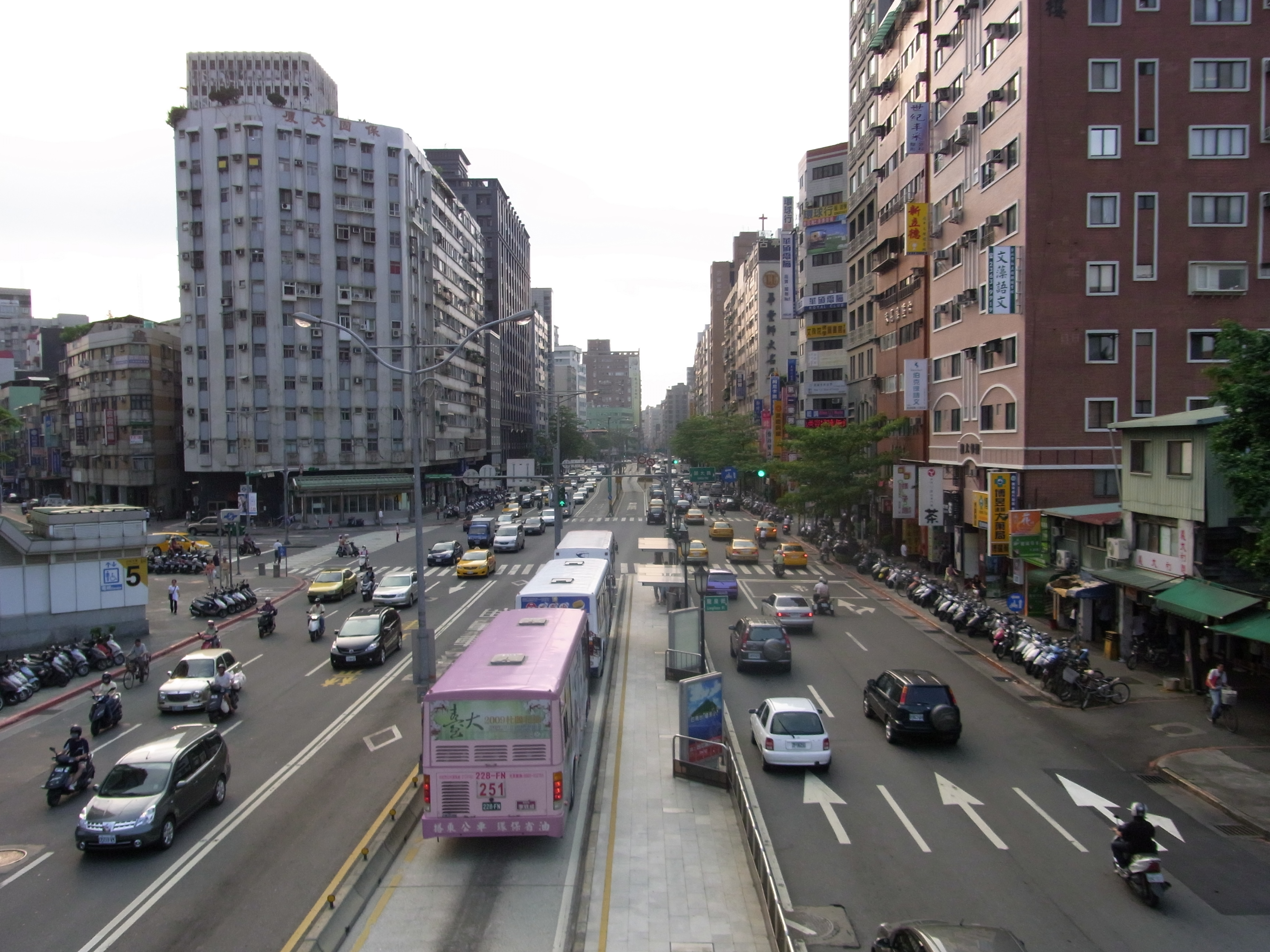
No meio da Estrada Roosevelt em Taipei, Taiwan.

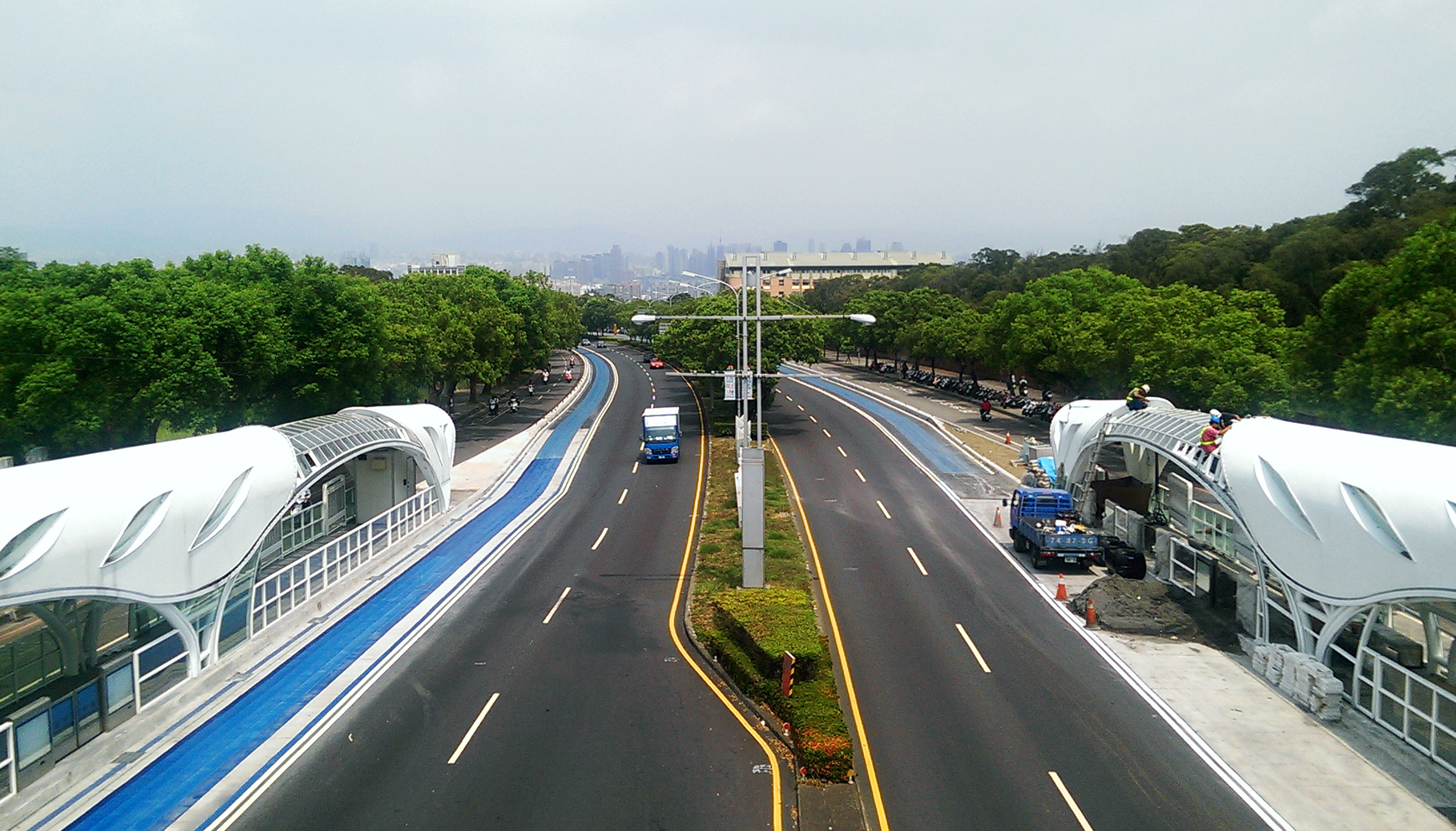
Via exclusiva de ônibus (autocarro) de trânsito rápido na Avenida Taiwan em Taichung, Taiwan.

O corredor de ônibus (português brasileiro) ou faixa de bus (português europeu) ou corredor de transportes públicos é uma via, pista ou faixa, exclusiva ou não, dedicada à circulação de transportes públicos rodoviários, integrada em rodovia normal, geralmente urbana. É uma via restrita a transportes coletivos, por vezes em determinados dias e horários, e geralmente usada para acelerar o transporte público que, de outra forma, seria retido pelo congestionamento veícular. As vias bus são um componente essencial de uma rede de ônibus (autocarro) de trânsito rápido (BRT) de alta qualidade, melhorando a velocidade e a resiliência das viagens de ônibus (autocarro) ao reduzir o atraso causado por outro trânsito veícular.

## História
O primeiro desenhado corredor de ônibus do mundo foi criada em Chicago em 1940.
As primeiras vias bus na Europa foram estabelecidas em 1963 na cidade alemã de Hamburgo, onde o sistema de tranvias foi fechado e os antigos trilhos (carris) dos tranvias foram convertidos para viagens de ônibus (autocarros). Outras grandes cidades alemãs logo seguiram este exemplo, e a implementação de vias bus foi oficialmente sancionada no código da estrada alemão em 1970. Muitos especialistas de outros países (Japão, entre os primeiros) estudaram o exemplo alemão e implementaram soluções similares. Em 15 de janeiro de 1964, o primeiro corredor de ônibus na França foi desenhada ao longo do quai du Louvre em Paris e o primeiro corredor de ônibus contrafluxo foi estabelecida na antiga pont de l'Alma em 15 de junho de 1966.
Em 26 de fevereiro de 1968, o primeiro corredor de ônibus em Londres foi colocada em serviço na Ponte Vauxhall. O primeiro corredor de ônibus contrafluxo no Reino Unido foi introduzida na King's Road, em Reading como uma medida temporária quando a estrada ficou com um sentido único (de leste para o Cemetery Junction) em 16 de junho de 1968. A razão inicial era poupar na despesa de alterar o traçado do tróleibus, o qual esteva previsto ser demolido em 3 de novembro do mesmo ano. No entanto, o experimento provou ser tão bem sucedido, que se tornou permanente para o uso de ônibus (autocarros) motorizados.
Em 1972 havia mais de 140 quilómetros de vias bus com fluxo em 100 cidades nos países membros da OCDE, e a rede cresceu substancialmente nas décadas seguintes.
A El Monte Busway entre El Monte e a Downtown de Los Angeles foi o primeiro corredor de ônibus dedicada nos E.U.A., construída em 1974.

## Desenho
As vias bus podem estar localizadas em localizações diferentes numa rua, como nas laterais de uma rua perto do lancil (meio-fio), ou mesmo no centro. Elas podem ser redes longas e contínuas, ou segmentos curtos usados para permitir que os ônibus (autocarros) contornem os gargalos ou reduzam a complexidade do traçado, tal como num corredor de ônibus contrafluxo.
As vias bus podem ser demarcadas de várias maneiras. Um texto descritivo como "CORREDOR EXCLUSIVO" pode ser marcado proeminentemente na superfície da estrada, particularmente no início e no fim. Algumas cidades usam uma marca rodoviária no pavimento em forma de losango para indicar um corredor de ônibus exclusivo. A superfície da estrada pode ter uma cor distinta, geralmente vermelha, o que é feito para reduzir a entrada de veículos proibidos nas vias bus. Sinais rodoviários podem comunicar quando um corredor de ônibus está em vigor.
As vias bus também podem ser fisicamente separadas de outro tráfego usando bolardos (ou pilaretes), lancis (meios-fios) ou outros elementos com relevo.
Em algumas cidades, tais como Haia nos Países Baixos, os ônibus (autocarros) estão autorizados a usar as vias férreas dos tranvias, geralmente colocadas no meio da estrada e levantadas ligeiramente acima da superfície da estrada.

## Operação

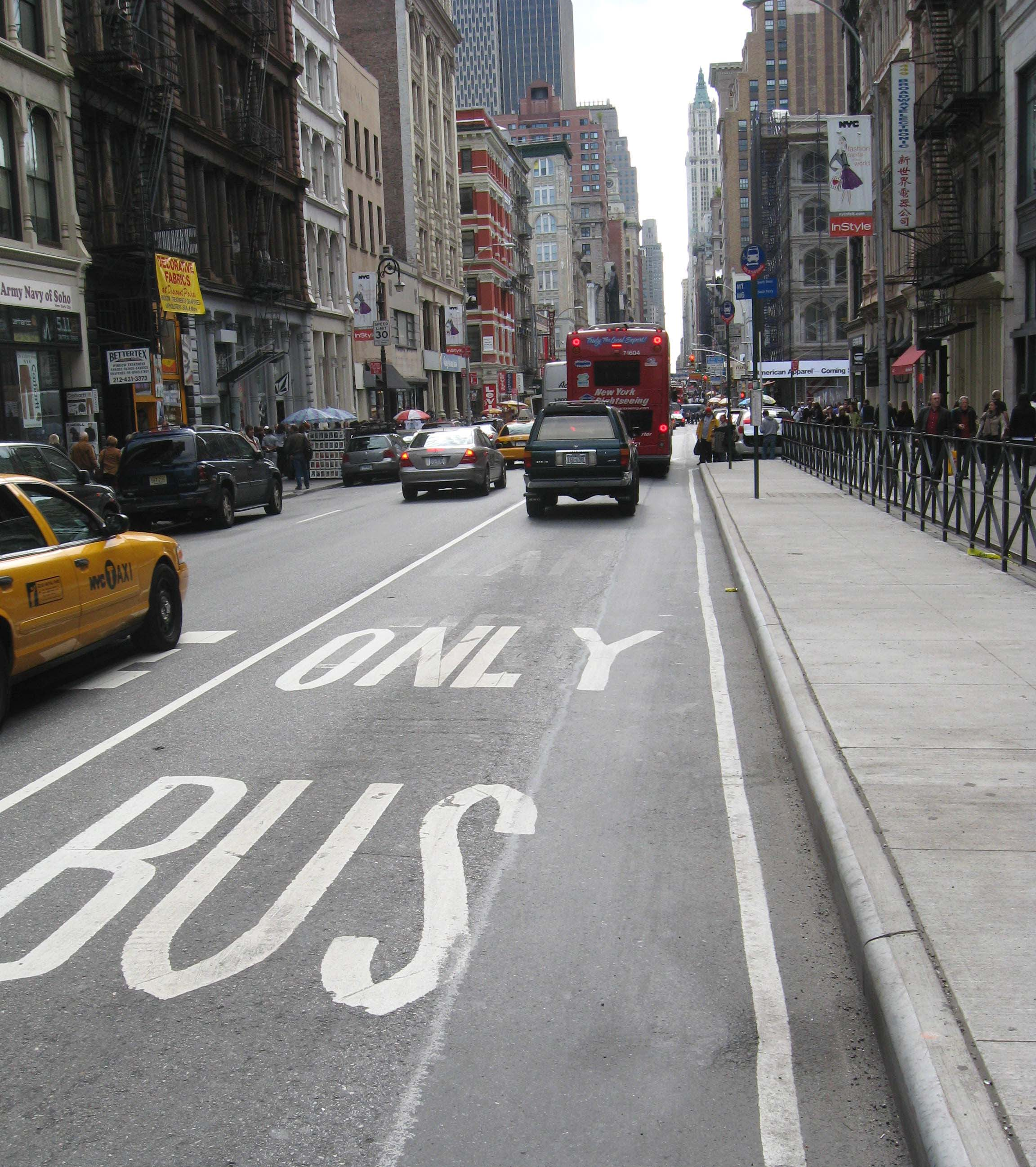
Muitas vezes, na ausência de delimitação física, uma marca no solo (ou uma cor diferente de asfalto) refere-se ao corredor de ônibus reservado, como aqui na Broadway (E.U.A.).

As vias bus podem ter conjuntos separados de semáforos dedicados, para permitir a prioridade dos semáforos nas interseções.
Vias bus exclusivas para ônibus (autocarros) podem ser aplicadas apenas em determinados momentos do dia, geralmente durante a hora de ponta, revertendo para uso geral ou via de estacionamento noutros momentos. Vias bus exclusivas para ônibus (autocarros) podem estar em vigor apenas no sentido da principal viagem, tal como no sentido do centro da cidade durante a hora de ponta da manhã, com os ônibus (autocarros) usando as vias de uso geral no outro sentido.
Ruas inteiras podem ser desenhadas como vias bus (como Oxford Street, em Londres, Princes Street, em Edimburgo, ou Fulton Street, no centro de Brooklyn), permitindo apenas ônibus (autocarros), táxis e veículos de entregas (cargas e descargas), e vias bus contrafluxo podem permitir que os ônibus (autocarros) viajem na direção oposta aos outros veículos.
Algumas localizações permitem que ciclistas ou táxis usem vias bus, no entanto, onde os volumes de ônibus (autocarros) ou bicicletas são altos, operações de tráfego misto podem resultar em condições desconfortáveis ou atrasos. Certos tipos de outros veículos também podem ser permitidos em vias bus, como táxis, veículos de alta ocupação, motociclos ou bicicletas. Polícia, serviços de ambulância e corpos de bombeiros também podem usar essas vias.

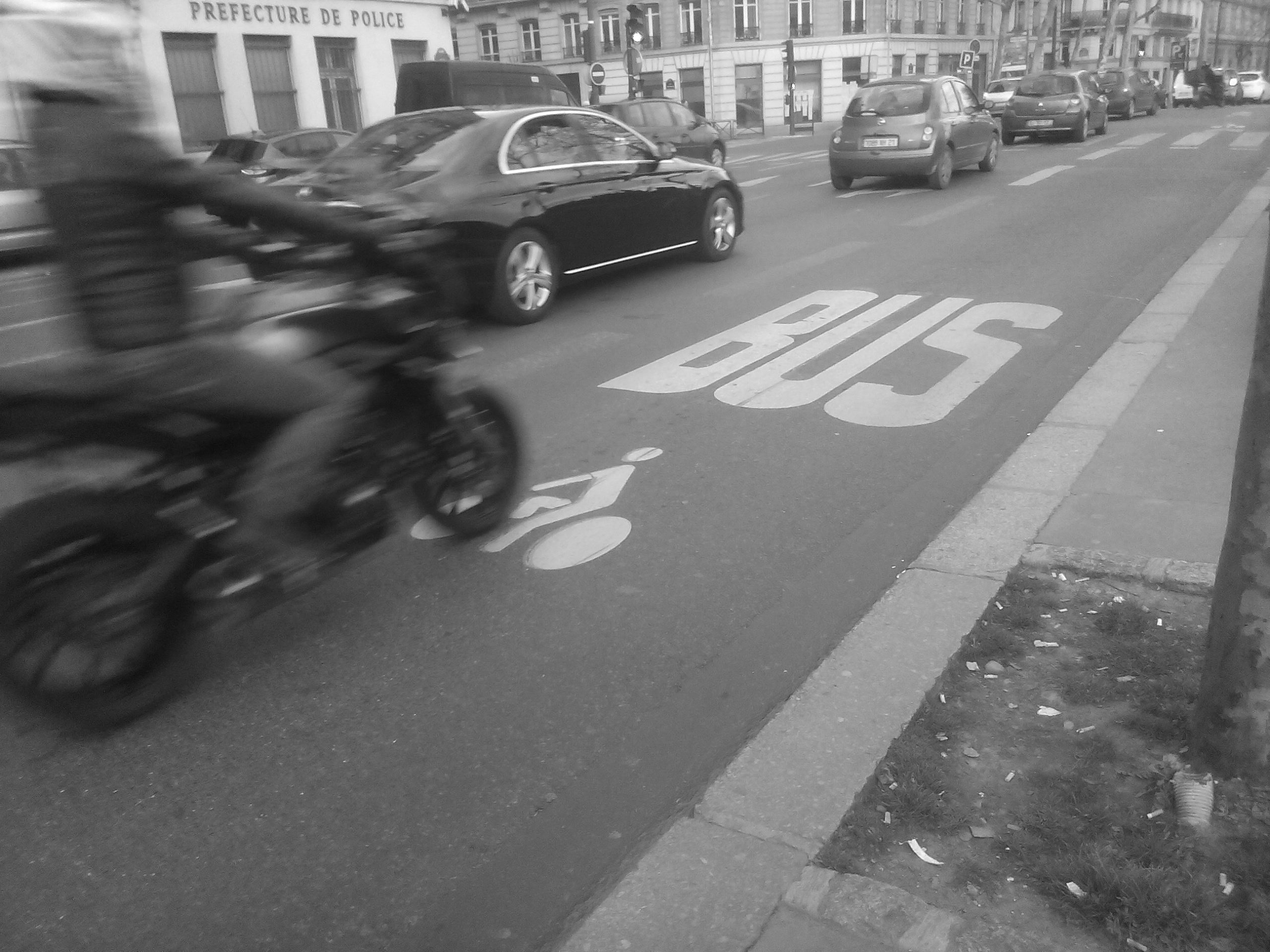
Certas cidades praticam uma tolerância parcial, permitindo motos e scotters nas suas vias bus, à exceção dos automóveis.

Nos Países Baixos, as vias mistas bus/bicicleta são incomuns. De acordo com as diretrizes de Segurança Sustentável, elas violariam o princípio da homogeneidade e colocariam utilizadores de estrada com diferentes massas e comportamentos de velocidade na mesma via, o que geralmente é desencorajado.

## Fiscalização
As vias bus podem-se tornar ineficazes se a fraca fiscalização permitir o uso por veículos não autorizados ou estacionamento ilegal.
Evidências da operação de artérias urbanas em Brisbane, na Austrália, mostram que um corredor de ônibus adequadamente aplicada, operando como uma via projetada sem interferência, pode incrementar substancialmente o fluxo de passageiros. Em 2009 e 2010, pesquisas de tráfego mostraram que, em Brisbane, em numerosas artérias urbanas com vias de transporte coletivo e de trânsito geral, as taxas de não cumprimento estavam próximas de 90%. Após a melhoria da fiscalização das vias, as taxas de não cumprimento e a eficiência geral das vias de transporte coletivo e de trânsito geral melhoraram com um aumento de até 12% no total de passageiros no corredor de ônibus. Os tempos médios de viagem de ônibus (autocarro) caíram, em alguns casos, em até 19%.
Algumas cidades, incluindo São Francisco e Nova Iorque, empregam câmaras automáticas de vigilância, usando ainda câmaras estacionárias adjacentes ao corredor de ônibus ou câmaras na parte frontal dos ônibus (autocarros) para emitir automaticamente notificações a veículos que estão a obstruir o corredor de ônibus.

## Eficácia
As vias bus priorizam os ônibus (autocarros), reduzindo os tempos de viagem, onde as estradas estão congestionadas com outro tráfego e aumentando a resiliência os ônibus (autocarros). A introdução de vias bus pode ajudar significativamente na redução da poluição do ar.
Vias bus marcadas com pavimento colorido mostraram reduzir as intrusões nas vias bus, acelerando o tempo de viagem e aumentando a confiança no ônibus (autocarro).